# Galium praemontanum
Galium praemontanum är en måreväxtart som beskrevs av Mardal.. Galium praemontanum ingår i släktet måror, och familjen måreväxter. Inga underarter finns listade i Catalogue of Life.